# Fort Atkinson (Wisconsin)
Fort Atkinson is een plaats (city) in de Amerikaanse staat Wisconsin, en valt bestuurlijk gezien onder Jefferson County.

## Demografie
Bij de volkstelling in 2000 werd het aantal inwoners vastgesteld op 11.621. In 2006 is het aantal inwoners door het United States Census Bureau geschat op 11.979, een stijging van 358 (3,1%).

## Geografie
Volgens het United States Census Bureau beslaat de plaats een oppervlakte van 14,2 km², waarvan 14,0 km² land en 0,2 km² water. Fort Atkinson ligt op ongeveer 244 m boven zeeniveau.
Fort Atkinson ligt aan de Rock River, een zijrivier van de Mississippi met een lengte van naar schatting 459 kilometer.

## Plaatsen in de nabije omgeving
De onderstaande figuur toont nabijgelegen plaatsen in een straal van 16 km rond Fort Atkinson.

## Geboren
- Josh Sawyer (18 oktober 1975), computerspelontwerper